# 王以通
王以通（1545年—？），字可貞，號少拙，泉州府晉江縣人，福建漳州府龍巖縣軍籍，明朝政治人物。

## 生平
萬曆七年（1579年）己卯科順天府鄉試第三十六名，萬曆八年（1580年）庚辰科會試第一百七十七名，登三甲第二百二十一名進士。九年授南城知县，十五年行取，十六年选授南京贵州道御史，十九年（1591年）升瑞州府知府，丁憂归乡。二十六年（1598年）起补韶州府知府，三十年四月升湖广副使、整饬武昌兵备。

## 家族
曾祖王茂績；祖父王進宗；父王榮。母郭氏；繼母劉氏。